# Adult Swim (Regno Unito e Irlanda)
Adult Swim è un format televisivo andato in onda sporadicamente su vari canali del Regno Unito e dell'Irlanda dal 2006, basato sull'omonimo contenitore di programmazione statunitense. A partire dal 2019, i programmi di Adult Swim sono trasmessi su E4 e disponibili per lo streaming su All 4.
Adult Swim gestisce anche un sito web e un servizio di televisione mobile gestiti separatamente da Cartoon Network, a differenza della sua controparte americana.

## Programmazione

### Bravo (2006-2008)
- Robot Chicken
- Aqua Teen Hunger Force
- Sealab 2021
- The Brak Show
- Tom Goes to the Mayor
- Space Ghost Coast to Coast
- The Venture Bros.
- Moral Orel
- Metalocalypse
- Afro Samurai
- Modern Toss
- Stripperella
- Kid Notorious

### FX (2010)
- Robot Chicken
- Titan Maximum
- The Venture Bros.

### TCM2 (2012-2013)
- Aqua Teen Hunger Force
- Robot Chicken
- Metalocalypse
- The Venture Bros.
- Tim and Eric Awesome Show, Great Job!
- Squidbillies

### Fox (2015-2017)
- Rick and Morty (stagioni 1-2)
- Mr. Pickles
- Robot Chicken
- Aqua Teen Hunger Force
- The Venture Bros.
- Dream Corp, LLC
- Decker
- Your Pretty Face Is Going to Hell
- Neon Joe, Werewolf Hunter
- The Eric Andre Show
- Samurai Jack (stagione 5)

### truTV (2016)
- Rick and Morty (stagioni 1-2)
- Mr. Pickles
- Robot Chicken
- Squidbillies
- The Eric Andre Show

### Netflix
- Rick and Morty (stagioni 1-3)

### Comedy Central (2017-2018)
- Rick and Morty (stagioni 1-2)

### E4 e All 4 (2019)
- Rick and Morty (E4)
- Robot Chicken (E4) (stagione 9 su E4; stagione 6 su All 4)
- Dream Corp, LLC (E4)
- Squidbillies
- Mr. Pickles
- The Eric Andre Show (E4)
- Hot Streets (Regno Unito)
- The Venture Bros.
- The Jellies! (Regno Unito)
- Ballmastrz: 9009 (Regno Unito)
- Tim and Eric Awesome Show, Great Job!
- Tim & Eric's Bedtime Stories
- Mostly 4 Millennials (Regno Unito)
- Aqua Teen Hunger Force
- Samurai Jack

## Servizi streaming e edizioni home video
Il sito web ufficiale di Adult Swim, come per la sua controparte americana, offre l'accesso gratuito a episodi completi di serie televisive quali Squidbillies, Harvey Birdman, Attorney at Law, Tom Goes to the Mayor, Minoriteam, Stroker & Hoop, Moral Orel, 12 oz. Mouse, Perfect Hair Forever, Metalocalypse e Frisky Dingo. Dall'11 luglio 2012, il sito del Regno Unito ha iniziato a reindirizzare i visitatori al sito degli Stati Uniti. Da allora, Adult Swim ha mostrato una clip di Rick and Morty tramite YouTube, i loro siti di social media e la loro guida TV per i blocchi di programmazione del Regno Unito. Dopo che i blocchi Fox e TruTV cessarono la loro trasmissione, la guida TV fu rimossa.
Revolver Entertainment ha in seguito iniziato a distribuire alcune serie originali di Adult Swim su DVD nel Regno Unito e in Irlanda.
Rick and Morty viene pubblicato interamente su Netflix.